# Jean-Régis Ramsamy
Pour les articles homonymes, voir Ramsamy.
 (août 2021).
Il peut être nécessaire de l'améliorer pour respecter le principe de neutralité de point de vue. Veuillez consulter la page de discussion pour plus de détails.

 (août 2021).
La mise en forme du texte ne suit pas les recommandations de Wikipédia : il faut le « wikifier ».
Les points d'amélioration suivants sont les cas les plus fréquents. Le détail des points à revoir est peut-être précisé sur la page de discussion.
- Les titres sont pré-formatés par le logiciel. Ils ne sont ni en capitales, ni en gras.
- Le texte ne doit pas être écrit en capitales (les noms de famille non plus), ni en gras, ni en italique, ni en « petit »…
- Le gras n'est utilisé que pour surligner le titre de l'article dans l'introduction, une seule fois.
- L'italique est rarement utilisé : mots en langue étrangère, titres d'œuvres, noms de bateaux, etc.
- Les citations ne sont pas en italique mais en corps de texte normal. Elles sont entourées par des guillemets français : « et ».
- Les listes à puces sont à éviter, des paragraphes rédigés étant largement préférés. Les tableaux sont à réserver à la présentation de données structurées (résultats, etc.).
- Les appels de note de bas de page (petits chiffres en exposant, introduits par l'outil «  Source ») sont à placer entre la fin de phrase et le point final[comme ça].
- Les liens internes (vers d'autres articles de Wikipédia) sont à choisir avec parcimonie. Créez des liens vers des articles approfondissant le sujet. Les termes génériques sans rapport avec le sujet sont à éviter, ainsi que les répétitions de liens vers un même terme.
- Les liens externes sont à placer uniquement dans une section « Liens externes », à la fin de l'article. Ces liens sont à choisir avec parcimonie suivant les règles définies. Si un lien sert de source à l'article, son insertion dans le texte est à faire par les notes de bas de page.
- La présentation des références doit suivre les conventions bibliographiques. Il est recommandé d'utiliser les modèles {{Ouvrage}}, {{Chapitre}}, {{Article}}, {{Lien web}} et/ou {{Bibliographie}}. Le mode d'édition visuel peut mettre en forme automatiquement les références.
- Insérer une infobox (cadre d'informations à droite) n'est pas obligatoire pour parachever la mise en page.

Pour une aide détaillée, merci de consulter Aide:Wikification.
Si vous pensez que ces points ont été résolus, vous pouvez retirer ce bandeau et améliorer la mise en forme d'un autre article.
 (juillet 2013).
Jean-Régis Ramsamy, né le  à Saint-André de La Réunion, est un journaliste, généalogiste, historien et écrivain français. 
Il a été présentateur de journaux télévisés sur Réunion 1re (auparavant RFO : Radio-Télévision Française d’Outre-Mer).

## Biographie
En 1999, Jean-Régis Ramsamy publie "Les Bijoutiers indiens de La Réunion" .
Jean-Régis Ramsamy, adhérent de Gopio, Odi Réunion. Il est aussi membre d'Indian Diaspora Council (IDC), une organisation internationale de la diaspora indienne.
Le 9 janvier 2021, il reçoit le Prâvasi Bharatiya Sâman Award (en), la plus haute distinction accordée aux Indiens de la Diaspora. Avant lui, Jean-Paul Virapoullé (2006) et Gilbert Canabady Moutien (2013) ont été distingué.
Pendant plusieurs années, il recherche  le premier navire des engagés indiens en épluchant les milliers de pages de la Feuille Hebdomadaire de l’île Bourbon, un journal local à caractère officiel du XIXe siècle.

## Œuvres
- Histoire des bijoutiers indiens de La Réunion, 1999, Azalées éditions, 160 pages.
- Identités et Représentations des Indiens à La Réunion au XIXe siècle, 12 pages, Grahter, 2002.
- Journal d’un Réunionnais en Inde, éd. Azalées, 2003.
- La Galaxie des noms malbar, Az. éd, Sainte-Marie , 2006.
- Nalgon, le bal tamoul à La Réunion, éd. Azalées, 2009.
- La turquoise, l'aventure des Réunionnais d'origine indienne, 2014.
- Abady Egata-Patche Accuse : L’engaisme a été un crime contre l'humanité, préface Michel Latchoumanin, ed. Epica, 2015